# Madras Stock Exchange
Madras Stock Exchange (w skrócie MSE) – giełda papierów wartościowych w mieście Ćennaj (Madras) w stanie Tamil Nadu w Indiach.
Giełda w Madrasie została założona w roku 1920. We wrześniu 2006 na MSE notowane były akcje około 1800 spółek.